# Matt Chatham
Matt Chatham (født 28. juni 1977 i Sioux City, Iowa, USA) er en tidligere amerikansk footballspiller, der spillede i NFL som linebacker for henholdsvis New England Patriots og New York Jets. Chatham blev draftet til NFL i år 2000 og stoppede sin karriere i 2008.
I sin tid hos New England Patriots var Chatham med til at vinde både Super Bowl XXXVI, Super Bowl XXXVIII og Super Bowl XXXIX.

## Klubber
- 2000-2005: New England Patriots
- 2006-2008: New York Jets